# جوانا آنجل
جوانا موستوف (انگلیسی: Joanna Angel؛ زاده ۲۵ دسامبر ۱۹۸۰) که به‌طور حرفه ای با نام جوانا آنجل شناخته می‌شود، بازیگر، کارگردان و نویسنده فیلم‌های پورنوگرافی اهل ایالات متحده آمریکا است.
او وب‌سایت BurningAngel.com را در آوریل ۲۰۰۲ با هم اتاقی‌اش میچ فونتین تأسیس کرد و به رشد ژانر پورن جایگزین کمک کرد. این وب‌سایت که به عنوان پاسخی به وب‌سایت‌هایی مانند سوسایدگرلز راه‌اندازی شد، نوازندگان جایگزین را به نمایش گذاشت که در صحنه‌های منحصراً هاردکور با تمرکز قوی‌تر بر زیبایی‌شناسی پانک بازی می‌کردند.

## اوایل زندگی
آنجل در بروکلین، نیویورک، از یک مادر اسرائیلی و یک پدر آمریکایی به دنیا آمد. او در ریور اج در شهرستان برگن، نیوجرسی بزرگ شد، جایی که در مدرسه ابتدایی چری هیل تحصیل کرد و در سال ۱۹۹۸ از دبیرستان منطقه ای ریور دل فارغ‌التحصیل شد. پس از فارغ‌التحصیلی، در دانشگاه راتگرز ثبت نام کرد و در آنجا مدرک لیسانس هنر را در ادبیات انگلیسی با یک تحصیلات جزئی در رشته مطالعات فیلم گرفت.
بر اساس گزارش آژانس تلگراف یهودی، عقیده بر این است که آنجل اولین فردی در صنعت پورنوگرافی است که در یهودیت ارتدکس بزرگ شده است. او در یک رستوران فست فود کوشر در Teaneck در دوران دبیرستان، سپس در Applebee's و رستوران دیگری به نام Happy's Health Grille در دوران کالج کار کرد. او در نهایت به بخش ویلیامزبورگ بروکلین، نیویورک نقل مکان کرد و با میچ فونتین وب سایت BurningAngel.com را ایجاد کرد.

## زندگی شخصی
فرشته به مدت شش سال، بین سال‌های ۲۰۰۵ و ۲۰۱۱، با جیمز دین، ستاره پورنو همکار خود قرار گرفت. در ۲ دسامبر ۲۰۱۵، او در برنامه The Jason Ellis Show ظاهر شد تا جزئیات بیشتری در مورد رابطه شش ساله «خشن و ترسناک» خود با دین ارائه دهد.
در ۳۱ اکتبر ۲۰۱۶، آنجل با آرون «دست‌های کوچک» تامپسون، یکی دیگر از بازیگران فیلم بزرگسالان ازدواج کرد.
آنجل به عنوان یک دموکرات معرفی می‌شود. در سال ۲۰۱۵، او برنی سندرز را برای ریاست جمهوری ایالات متحده در انتخابات مقدماتی دموکرات‌ها برای انتخابات ریاست جمهوری ۲۰۱۶ ایالات متحده تأیید کرد.